# ル・マン・ハイパーカー

FIA 世界耐久選手権で使用されているハイパーカー・クラス・プレート

ル・マン・ハイパーカー（Le Mans Hypercar、略称LMH）は、2021年よりFIA 世界耐久選手権 (WEC) の最高峰クラス（ハイパーカークラス）で使用されるスポーツプロトタイプカーの車両規定。2020年までの最高峰クラスであったLMP1の後継クラスとして、フランス西部自動車クラブ (ACO) と国際自動車連盟 (FIA) によって共同で作成された。
2023年よりアメリカの国際モータースポーツ協会 (IMSA) が運営するIMSA ウェザーテック・スポーツカー選手権で採用されるル・マン・デイトナ・h（Le Mans Daytona h、略称LMDh）規定との相互交流（コンバージェンス）が行われる。

## 概要
スポーツカーレースの頂点であるWECのLMP1クラスはアウディ、トヨタ・ポルシェの三つ巴の争いにより技術力・競技レベルが上昇する一方、大メーカー間の開発競争による高コスト体質が問題になった。LMH規定では開発を厳しく制限してコストを抑制。最低重量の大幅アップに加え、動力系（エンジン+モーター）や空力効率などにも上限値を設定し、「ル・マン24時間レースが行われるサルト・サーキットのラップタイムがLMP1の10秒落ち」のレベルまでパフォーマンスを落とす。また、GTカテゴリで採用されている性能調整 (BoP) を導入することで、メーカー間の競技力の均衡を図っている。
LMH規定ではハイパーカーと呼ばれる高性能ロードカーをベースにしたレース仕様車か、純レーシングカーとして設計されたプロトタイプのいずれかが選択できる。前者は市販ハイパーカーとルックスや車名に共通性を持たせることで、新規メーカーの参入意欲を促す狙いがあったが、この期待に応じたのはアストンマーティン1社のみで、実質的にはLMP1と変わらぬプロトタイプレーシングカーのカテゴリになっている。
LMHが各コンポーネンツを自社設計できるのに対し、LMDhは次世代LMP2シャシーを4つの指定コンストラクターから購入し、独自のエンジンを搭載し、共通ハイブリッドシステムを搭載する。それぞれ開発自由度とコストパフォーマンスというメリットがある。WECで相互交流が始まった2023年はLMHマシンの優位性が目立ったが、BoPの調節により2024年以降はLMDhマシンの成績が向上し、パフォーマンスは拮抗している。
LMP1からLMHにかけて続くトヨタ1強状態に、フェラーリやプジョーといった名門のLMH参戦、LMDh勢の相次ぐWEC参入によりWECは「スポーツカー黄金期の再来」を迎えている。一方、LMHのプライベーター勢はそれぞれの事情により淘汰を余儀なくされている。

## 歴史

### 導入までの経緯
フォルクスワーゲングループのディーゼル車不正問題から2016年、2017年シーズンの終わりにWECからアウディとポルシェが連続して撤退した後、LMP1クラスは急速に衰退。ワークスがトヨタ1社のみとなったことに加え、LMP1ハイブリッドのコスト高騰もあり、ACOは次世代のLMP1ルールのコストを削減することを目的とした一連の議論を開始した。
当初、単一の低電力ハイブリッドシステムが新しいLMP1ルール用に計画されており、IMSAとの共有プラットフォームが計画されていた。 3つの組織の代表者、および現在および将来のマニュファクチャラーが、2020-21年の世界耐久選手権シーズンにデビューする規制案の協議に参加した。当時、小規模メーカーとプライベーター向けのハイブリッドパワートレインのオプションがあり、2022年のウェザーテック・スポーツカー選手権でデイトナ・プロトタイプ・インターナショナル（DPi）規定に取って代わる可能性があった。これにより、トップレベルのスポーツカーレースの統一が可能になり、チームとメーカーは耐久レースの「トリプルクラウン」を同じ車と競争することができる。これらの初期計画は、LMP1プロトタイプのパフォーマンスレベルを維持しながら、大幅なコスト削減を目標としていた。カテゴリの名前の変更は、後にFIAのジャン・トッド会長によって提案された。
2018年6月、ル・マン24時間レースに先立ち、FIAはマニラで開催された世界モータースポーツ評議会で新しい最高峰のプロトタイプ規定がハイパーカーに基づく設計コンセプトを特徴とし、新技術規制の概要が当時、トヨタ、フォード、マクラーレン、アストンマーティン、フェラーリと新規制のためにチャンピオンシップ主催者と円卓会議を行っていたことが明らかになり、目標予算に関してはワークス・チームが使用している既存の予算の1/4のフルシーズン約2,500万ユーロ（3,000万ドル）へ大幅に削減された。
2018年のル・マン24時間レースウィークに、WECの新しい最高峰クラスの最初の詳細がACOの年次記者会見で発表され、規則は5シーズン有効に設定されている。新しいクラスの設計の多くの側面はオープンに保たれ、自由なエンジン構造と、ターボチャージャー付きまたは自然吸気かを選択して任意のシリンダー数を自由にできる。最低重量は980キログラム (2,160 lb)、および他の規制は開発コストを抑えるため、制御された重量配分、定義された最大燃料流量、制御された性能となる。200キロワット (270 hp)固定性能でフロントアクスルに取り付けられた電気モーターを備える。エンジン出力は520キロワット (700 hp)に設定され、車は四輪駆動。各車2座席、現在のLMP1車よりも大きなコックピット、より広いフロントガラス、およびロードカーとより一貫性のあるルーフラインがある。マニュファクチャラーは、プライベーターチームがコスト上限でリースできるようにハイブリッドシステムを利用できるようにする必要があるが、マニュファクチャラーは、FIAおよびACOによって公認される独自のハイブリッドシステムを設計・開発できる。新車はサルト・サーキットを3分20秒の目標ラップタイムで、LMP1よりも遅くなる。
2018年7月25日、スクーデリア・キャメロン・グリッケンハウス（SCG）は新ルールへの参加を公式に示した最初のメーカーとなり、ル・マン24時間レースでレースを行う予定のプロトタイプの画像をリリースした。SCGはル・マンプログラムに資金を充てるため、25台のストリートカーバージョンと1台のレースカーバージョンを製作する。いくつかのメーカーから、厳しいタイムラインについて懸念が表明された。参戦メーカーは、企業の取締役会の承認を得て、2年以内に新車の設計と製造を行うことで、最初のシーズンから参戦予定になる。
2018年12月5日、FIAは新クラスの技術ルールブックを発行し、規則により生産車ベースのパワートレインが義務付けられた。また、参戦メーカーは内燃エンジンとレースカーのエネルギー回生システム（ERS）を搭載するベースのロードカーを最初のシーズンの終わりまでに最低25台生産する必要があり、第2シーズン終わりまでに100台生産する必要がある。これは、オレカ、リジェ・オートモーティブ、ダラーラなどのレースカー・コンストラクターがハイパーカーを開発することを許可されないことを意味するが、以前に提案された「既製の」ハイブリッドシステムも規則に含まれていなかった。規則では6月に提示された数値よりもわずかに低く、システム出力約708キロワット (949 hp)だが、これはエンジンおよびモーター出力の合計から引き出されたもので、エンジン最大出力は508キロワット (681 hp)に下がり、モーター出力は200キロワット (270 hp)と同じままだった。さらにディーゼルエンジンが禁止され、メーカーからカスタマーチームへのERSシステムの供給に300万ユーロ（340万米ドル）のコスト上限が発表された。また、ERSメーカーはFIAの正式な承認なしに3社を超える競合他社にシステムを提供することはできない。新世代車の最低重量は、当初の980キログラム (2,160 lb)から1,040キログラム (2,290 lb)に引き上げられ、最大長は5,000ミリメートル (200 in)、最大幅も2,000ミリメートル (79 in)に長くなった。
2019年3月7日、WECが新しいプロトタイプ規制の基準を調整することが発表された。その後、新車の目標ラップタイムが3分20秒から3分30秒に延長され、当初は新規則で許可される予定だった可動式空力装置がコスト上の懸念から削除された。
2019年6月14日、ル・マン24時間レースの決勝前日、開催地のル・マンでACOのプレスカンファレンスが行われ、WECの2020-2021シーズンから導入される「ハイパーカー」規定の概要が改めて明かされた。参戦車両については、ハイパーカースタイルのレーシングプロトタイプカーを製作する方法と、市販ハイパーカーを基にレーシングカーを仕立てる方法の両方が認められる。しかし後者を選択した場合は、ベースとなるモデルを2年以内に20台以上製造しなければならないという条件が付随する。この新たな競技車両のミニマムウエイトは1,100kgとされ、パワートレインの最高出力は550kWとなる。エンジンは純ハイパーカーとロードカーベースのハイパーカーで規定が異なり、前者は専用設計のレース用エンジン又はハイパーカーに搭載されるモデルの改良版が許可される。一方で市販車ベースでは、オリジナルカーのもの若しくは、同じマニュファクチャラーが製造するエンジンに限られる。また、ハイブリッドシステムについては搭載を義務付けることはせず、ノンハイブリッド車の参戦も許可された。電気モーターの出力は最大200kW。その駆動の伝達は前輪のみに認められた。つまり、新規トップカテゴリー内には現行のLMP1と同様に、二輪駆動車と四輪駆動車が混在することを意味している。この新たな規定のもとで生まれた車両をオートマチックBoP（バランス・オブ・パフォーマンス）で管理する意向で、同システムは現在、ル・マン24時間以外のWECにおいて、LM-GTE Proクラスで採用されている。
ACOのプレスカンファレンスと同日、アストンマーティンとトヨタがWECの「ハイパーカー」カテゴリへのワークス参戦を表明した。この時点では両社とも市販ハイパーカーをベースにすると説明していたが、トヨタはのちにプロトタイプ路線に変更した。アストンマーティンは発売予定のヴァルキリーをベースにしていたが、2020年2月にル・マン・ハイパーカープロジェクトを延期すると発表した。
2019年12月4日、パリで開催された世界モータースポーツ評議会 (WMSC) において、それまで「ハイパーカー」と仮称されてきたカテゴリの正式名称がル・マン・ハイパーカー (LMH) と決定した。この会議では「自動車メーカーが持つブランドの下でホモロゲーションを受けた車両を用いなければならない」ことが確認された。
2020年5月11日、FIAはLMH技術規制の変更案を承認したと発表した。これにより、最大出力が585キロワット (784 hp)から500キロワット (670 hp)、車の最低重量は 1,100キログラム (2,400 lb)から1,030キログラム (2,270 lb)に変更された。
2020年9月に開幕するWEC2020-2021シーズンに合わせてLMH規定が導入される予定だったが、新型コロナウイルス感染症の世界的流行により開催スケジュールが再編され、2021年シーズンからに延期された。

### 導入後
2021年5月、LMH規定を導入したシーズン開幕。ハイパーカークラス参戦メーカーはトヨタ、グリッゲンハウス、アルピーヌ。アルピーヌは特例を利用しLMP1のレベリオン・R13をA480と改称して参戦したため、LMH規定は2メーカー4台でのスタートとなった。初年度はトヨタ・GR010 HYBRIDが6戦全勝。
2022年、LMP1の特例が1年延長され、ハイパーカークラスへの参戦継続が認められたアルピーヌが2勝を記録。第4戦よりプジョーが参戦。バイコレスはエントリー申請を却下された。
2023年、ル・マン・デイトナ・h (LMDh) 規定車両がハイパーカークラスへの参戦を開始。LMDhのホモロゲーションサイクルに合わせるため、当初5年間となっていたLMH規定も2027年末まで2年間延長された。フェラーリとヴァンウォール（バイコレス）が参戦し、フェラーリはル・マンで58年ぶりに優勝。プライベーターとして健闘したグリッゲンハウスはこの年限りで撤退。
2024年、LMH規定のホモロゲーションがさらに2年延長され、2029年末までと発表された。ヴァンウォールはエントリー継続を拒否された。イソッタ・フラスキーニが新規参戦するも、第5戦後に即時撤退。
2025年、ハイパーカークラスは2台体制での参戦が義務付けられた。プロジェクトが中断していたアストンマーティンが参戦し、LMHは自動車メーカー系4ブランド（トヨタ、プジョー、フェラーリ、アストンマーティン）となる。なお、2026年以降参戦を計画している3メーカー（ジェネシス (ヒョンデ)、フォード、マクラーレン）はみなLMDhを選択している。

## 技術規制
2019年6月にフランス西部自動車クラブ（ACO）が発表したハイパーカーのレギュレーションは以下の通り。その半年後のFIAカウンシルで、『ル・マン・ハイパーカー（LMH）』と命名されている。
- 全長5,000mm以下、全幅2,000mm以下、全高1,150mm以下。
- エンジン形式・最大排気量は自由。4ストロークガソリンエンジンのみの使用が許可されている。また規則上ロータリーエンジンも選択可能[33]。生産ベースのエンジンの場合、ブロックとヘッドの鋳造はベースエンジンからのものである必要があり（ただし、機械加工または材料の追加によって多少変更できる）、クランクシャフトは最大10％軽くできるが、バルブの角度、数はカムシャフト、およびカムシャフトの位置も、元のエンジンに取り付けられているため、そのままにしておく必要がある。
- エネルギー回生システムを利用するマシンの場合、 MGU-Kのモーター出力は200kWを超えてはならない。およびピットレーンを除いて、MGU-Kは次の条件が満たされた場合にのみ前輪にパワーが伝達される。
  - 車の速度が120km/h以上の場合で、スリックタイヤを装着した場合。
  - 車の速度が140〜160km/h以上の場合で、レインタイヤが装着されている場合。
  - 車の速度が120km/h未満の場合、120km/h未満で車がピットに到着するまで。
  - 2022年からの新要素として、ハイブリッドシステムを搭載するマシンに「フロントパワー・デプロイメント・スピード」という項目が追加された。これはBoPの対象となり、レースごとに数値が変動する可能性がある。トヨタは2022年第1戦セブリングにて、これがドライ・ウェット共に190km/h以上と規定された。190km/h未満の車速では、エンジンのみによる後輪駆動の状態となる[34]。また、第4戦から参戦しているプジョーは、ドライ・ウェット共に150km/h以上と規定された。これは、トヨタとプジョーで前後輪のタイヤサイズの違いにより規定速度が異なるため（トヨタは前輪12.5インチ、後輪14インチ。プジョーは前後輪共に13インチ）。
- システム出力（エンジン+モーター）は最高500kWに制限され、モーターの回生能力は最大200kW。サルト・サーキットのラップタイムは3分30秒前後になる見込み。エンジン出力は後輪の駆動にのみ使用される。
- ハイブリッドモーターの搭載は任意。またモーターは前輪駆動にのみ用いられる（つまりハイブリッド車両は必然的に四輪駆動となる一方で、非ハイブリッド車両は二輪駆動となる）。
- 燃料搭載量は90L。
- 市販車として参戦する場合、2年間で20台以上の車両を生産しホモロゲーションを得る必要がある。プロトタイプとして参戦する場合はこの制限を受けない。
- 最小前面投影面積は1.6m2 を下回ってはいけない。上から、横から、そして正面から見た場合、現在の規則で明示的に許可されていない限り、または元の車のデザインを尊重している場合を除き、車体は機械部品が見えないようにする必要がある。可動式の空力要素は禁止されている[35][36]。
- 車重は最低1,030kgで両規定共通。
- 現行のLM-GTEクラスにも採用されている、人間性を排除したアルゴリズムを採用するBoP（Balance of Performance）により、車種間の性能調整が随時行われる。また4つの主要エリアで性能を調整することにより、両規定の2023年からのWEC、IMSAの相互乗り入れを実現する[37][38]。
- タイヤ：LMDh車両は、LMH規定の後輪駆動車と同じサイズのタイヤを装着する。すなわち、タイヤ幅34センチをリアに、29センチをフロントに装着する。トヨタ・GR010 HYBRIDのように、フロントアクスルにハイブリッドシステムを備えたLMH車両（AWD：4輪駆動）については2022年より、フロント・リアともに31センチか、どちらかのタイヤサイズを選択する[39]。
- 加速プロファイル：AWD車両の加速プロファイルは、技術規則の一部ではなくBoP（性能調整）によってコントロールされるようになる。各サーキットにおいてドライとウェット、2種類の（フロント駆動）アクティベーション速度が120〜160km/hの範囲で設定される。一方LMDhにおいては、リアに搭載されるeモーターのトラクションコントロール機能への寄与を制限するための制御ソフトウェアが導入される。
- ブレーキ性能：どちらのタイプのパワートレインも同じコースト性能を備えているが、AWD車両においてはフロントアクスル、リアアクスル双方のトルクレベルが考慮に入れられる。さらに、AWD車両のフロントディファレンシャルについては、潜在的なパフォーマンス上の利点を防ぐため、コースト時に「ゼロ・ロックメカニズム」がアクティブになる。
- 空力：LMH車両は引き続きスイスのザウバーの風洞試験によってホモロゲートされる。IMSA スポーツカー選手権に出場する場合は、アメリカ・ノースカロライナ州のウインドシア社で風洞特性評価にかけられる。LMDh車両の場合は上記の反対のパターンとなり、ウインドシア社の風洞によりホモロゲートされ、WECに出場する場合はザウバーの風洞特性評価を受けることとなる。

### 車両仕様
| 最大長                     | 5,000mm（200インチ） LMDh車両は5,100mm                                            |
| 最大幅                     | 2,000mm（79インチ）                                                               |
| 最大ホイールベース         | 3,150mm（124インチ）                                                              |
| 最大高                     | 1,150mm以下                                                                       |
| 最低車両重量               | 1,030kg（2,270ポンド）                                                            |
| 最低エンジン重量           | 165kg（364ポンド）                                                                |
| エンジン排気量             | 制限なし                                                                          |
| 最大システム出力           | 500kw                                                                             |
| 最大タイヤ径（ホイール径） | 710mm（18インチ）                                                                 |
| タイヤ幅                   | 31cmまたは、リア34cm・フロント29cm（後輪駆動） LMDh車両は、リア34cm・フロント29cm |

## エントリーメーカー
| メーカー               | マシン名             | 画像 | 参戦年          | 参照                 |
| ---------------------- | -------------------- | ---- | --------------- | -------------------- |
| トヨタ                 | GR010 HYBRID         |      | 2021年 -        | [ 40 ] [ 41 ]        |
| グリッケンハウス       | SCG 007 LMH          |      | 2021年 - 2023年 | [ 42 ] [ 43 ]        |
| プジョー               | 9X8                  |      | 2022年 -        | [ 44 ] [ 45 ]        |
| フェラーリ             | 499P                 |      | 2023年 -        | [ 46 ] [ 47 ] [ 48 ] |
| ヴァンウォール         | ヴァンダーヴェル 680 |      | 2023年          | [ 49 ] [ 50 ]        |
| イソッタ・フラスキーニ | ティーポ6 LMH-C      |      | 2024年          | [ 51 ]               |
| アストンマーティン     | ヴァルキリー         |      | 2025年-         | [ 52 ]               |

### 注
1. ↑  5年間に5回以内のEVOジョーカー（アップデート）が認められる。